# مدال «برای پیروزی بر ژاپن»
مدال «برای پیروزی بر ژاپن» (به روسی: Медаль «За победу над Японией») یک مدال مبارزاتی اتحاد جماهیر شوروی بود که در ۳۰ سپتامبر ۱۹۴۵ با فرمان هیئت رئیسهٔ شورای عالی اتحاد جماهیر شوروی برای بزرگداشت پیروزی شوروی بر امپراتوری ژاپن در پایان جنگ شوروی-ژاپن در جنگ جهانی دوم بنیاد نهاده شد. اساسنامهٔ مدال بعداً در ۱۸ ژوئیه ۱۹۸۰ با فرمان هیئت رئیسهٔ شورای عالی اتحاد جماهیر شوروی اصلاح شد.